# Turbo laetus
Turbo laetus is een slakkensoort uit de familie van de Turbinidae. De wetenschappelijke naam van de soort is voor het eerst geldig gepubliceerd in 1849 door Philippi.